# 七海りあ
七海 りあ（ななみ りあ、1981年8月8日 - ）は、日本の元AV女優。別名、黒澤 まりあ。 
東京都出身。血液型：A型 、身長：158cm 、スリーサイズ：B85・W60・H88。Eカップ。

## 略歴
- 2002年 - AVデビュー。主に痴女ものを中心に活躍するお姉さん系のキカタン（企画単体）女優。

## 作品
2002年
- 癒してほしい（4月19日、LEO）
- 先生のプライベートエロス（4月19日、LEO）
- 巨乳マンション02〜覗かれたがりのEカップ妻〜（6月7日、 ワープエンタテインメント）
- ナイスボディお姉さん4時間SPECIAL 2（6月28日、クリスタル映像）オムニバス作品
- OLが危ない セクハラボインいじめ（7月27日、LEO）
- 月刊 アブノーマルズ〜顔面騎乗の嵐〜（8月20日 、ジーメディア）
- 挑発痴女スペシャル（10月15日、ロビンソン）オムニバス作品
- 淫女 [SUPER IDOL BEST4]（10月15日、ロビンソン）オムニバス作品
- M 〜マニア〜（12月1日、ワンズファクトリー）
- 犯女 vol.5（12月12日、U&K）
- 24人のカリスマアイドル2（12月13日、ケイ・エム・プロデュース）
- 超チンポ狂い×3　闇討ちザーメン搾り（12月20日、SODクリエイト）
- レ・Zu・ビアン7（12月22日、U&K）

2003年
- 股間で誘惑 Vol.9（1月8日、インターロック）
- 天使にお願い!（1月15日、アイデアポケット）
- 裸族 vol.2　七海りあ（1月24日、アルファーインターナショナル）
- 人気女優としようね2（1月25日、サイド・ビー）
- 手でヌイてあげる。 26（1月30日、U&K）
- W　【レズビアン〜痴女】（2月15日、MOODYZ）
- 凌辱鮫 8 七海りあ スーパーモデル監禁強姦（2月21日、月光）
- ボディタイツ9 ジャケットAタイプ（2月21日、V&Rプランニング）
- ボディタイツ9 ジャケットBタイプ（2月21日、V&Rプランニング）
- 家庭教師4時間SPECIAL（2月21日、ケイ・エム・プロデュース）オムニバス作品
- THEクンニ1（2月8日、U&K）
- お尻と性器12（3月1日、ワンズファクトリー）
- 手でヌイてあげる。 26（3月8日、U&K）
- 世にも男を弄ぶ女（3月10日、AVS）
- バコバコリターンズ（3月15日、MOODYZ）
- LEATHER　春野さくら・七海りあ・森口玲（3月19日、ドリームチケット）
- レズ解禁 Vol.4（3月20日、忠実堂）
- i-shot 03（3月21日、グローリークエスト）
- AQUA SEX 〜南の島で水中FUCK!〜（3月21日、V&Rプランニング）
- 超-股間のアングル（4月1日、ワンズファクトリー）
- Dream Party（4月15日、スタイルアート）
- COS×PLE 3（4月15日、スタイルアート）
- R＊Queen 02（4月16日、ドリームチケット）
- BOY MEETS GIRLS vol.2（4月17日、ワープエンタテインメント）
- Sweet モデルズ（4月17日、ビデオバンク）
- 女体測定リポート3時間弱（4月30日、エム・ブロードキャスト）
- 拉致監禁撮影（5月1日、ワンズファクトリー）
- MY LITTLE LOVER 2〜24人のマスコットアイドル〜（5月30日、エム・ブロードキャスト）オムニバス作品
- THE play girl's（6月1日、スタイルアート）他出演:菊地麗子
- 近親相姦 究極の欲望・禁じられた関係（6月1日、スタイルアート）
- ザレズファイト2（6月5日、SODクリエイト）
- レズビアンストーリー04 心情（6月、アウダースジャパン）
- SOD的面接巨乳☆爆乳☆大集合SP〜大きすぎるのって、罪ですか?〜（6月20日、SODクリエイト）オムニバス作品
- 私立淫行学園 4時間 SPECIAL（6月25日、エーピーエー）
- EROTIC（6月27日、アロマ企画）
- 素人いじくりビデオ 初めてのディープ乳もみ4 〜撮影スタッフオール女性!スケスケ乳首!禁断のMM号編〜（7月5日、SODクリエイト）
- 淫語娘6【チンポ中毒の女】（7月11日、アロマ企画）
- 夏服巨乳集団痴漢バス（7月25日、笠倉出版社）
- ADハルナの接吻バトルロワイアル* 3rd BATTLE（8月3日、忠実堂）
- ERO FILE〜巨乳挑発（8月13日、タカラ映像）
- 痴女OLに犯されたい! 〜CC通商株式会社 人事部OL編〜（8月16日、SODクリエイト）
- Kyonyu Walker ノーカット特大号（8月20日、エム・ブロードキャスト）
- 姦の虎（8月24日、覇王）
- 巨乳の饗宴 vol.1（9月3日、アルファーインターナショナル）
- 巨乳団地妻（9月15日、ホットエンターテイメント）
- Miss Boin（9月19日、デジタルドリーム）
- 青で感じる（9月20日、イマージュ）
- 発情（10月3日、タカラ映像）オムニバス作品
- 望月るあ レズ開眼 〜私のレズを見てください（10月4日、SODクリエイト）
- 変態不倫妻 9（10月18日、麒麟堂）
- ハイパーマジックミラー号2003 三浦海岸 逆ナンパ編（10月18日、ディープス）
- AVW FUCK DOWN vol.2（10月24日、メセナ・エンタテイメント）
- 龍蛇の緊縛慕情22 嵌られた派遣社員（10月24日、月光）
- 淫行ドキュメント トーキョー女子校生 ノーカット3時間半（10月30日、エム・ブロードキャスト）オムニバス作品
- ハメ撮り（11月1日、ワンズファクトリー）
- The Beach Document（11月1日、スタイルアート）
- フェロモンBODY 2003 DVD（11月28日、シャイ企画）
- TAKARA PRECIOUS BOX〜DVD 34 entry（12月12日、タカラ映像）
- all about（12月15日、マルクス兄弟）
- 高級美熟女vol.37（12月16日、メディアボス）
- レズ・トモ DELUXE（12月24日、アルファーインターナショナル）

2004年
- TRIPLE痴女（1月16日、ジャネス）
- 痴女　〜誘う女〜（1月19日、イージーオー）
- 男一代騎乗位バカ50人が選ぶ!魁!! 騎乗位王座決定戦（1月22日、SODクリエイト）
- RAZOKU vol.2（1月30日、スパークス）
- BIKINI-fetish vol.1（1月30日、ジャネス）
- BIKINI-fetish vol.2（1月30日、ジャネス）
- Love Style（2月13日、イージーオー）
- 狂おう指先（2月15日、ネクストイレブン））オムニバス作品
- LES ISLAND（2月27日、ジャネス）
- 緊急救命痴女病棟〜集団診察編〜（3月1日、MOODYZ）
- 緊急救命痴女病棟〜個人診察編〜（3月1日、MOODYZ）『緊急救命痴女病棟〜集団診察編〜』出演女優8人によるオムニバス作品
- キャバクラシンデレラ（4月15日、マルクス兄弟）
- ザ・ヘリコプターマン（4月17日、V&Rプランニング）オムニバス作品
- 実録中出し第八章〜痴女編（5月7日、タカラ映像）
- 痴女ニンフォマニア3（6月11日、淫熟映像）
- ザ・夜這い（6月17日、V&Rプランニング）
- 大絶頂 Selection 七海りあ12連発!!（6月18日、クリスタル映像）
- Tバックアスリート 完全版（6月20日、ネクストイレブン）
- 逆ナンパスペシャルでGO!GO!GO!（6月30日、アリーナエンタテインメント）
- ど素人倶楽部 ヌキたい女優No.1!!エロエロ姉さん、七海りあ降臨!!（7月3日、ど素人倶楽部）
- ザ・宴会（8月19日、V&Rプランニング）
- love　bites×レズビアン（11月15日、スタイルアート）

2005年
- 緊縛 荒縄が食い込むふたりの巨乳人妻（3月2日、GLAY'z）
- ギン勃ちチ○ポハンター番外編　春のフレッシュマンキャンペーン新社会人チ○ポ大集合（4月21日、SODクリエイト）
- ザ・ボイン（4月22日、ジャネス）…オムニバス作品
- 潜乳捜査官3（6月15日、イマージュ）
- なめなめ☆まんじゅう 2（6月24日、ジャネス）
- LES Ｘ LES Ｘ LES（7月1日、ワンズファクトリー）
- 七海りあの表に出せないビデオ（7月6日、エイチエス映像）
- もしもアナタが…こ〜んな女子校の教師だったら? （7月13日、カルマ）
- 美熟女ソープ天国 3（7月15日、アリスJAPAN）
- 流出! 有名AV女優の乱交ハメ撮り（7月29日、エイチエス映像）
- 集団痴女オフィス（9月1日、アイデアポケット）
- 超・強制レイプマニアックス・3（9月23日、デジタルバンク）
- 巨乳暴腔（9月23日、笠倉出版社）
- 美熟女ソープ壺姫御殿SP 2（9月25日、マドンナ）
- 人妻変態旅行 4（10月10日、マドンナ）
- 行列のできる老人ホーム 2（10月14日、SEP VIDEO）
- HARDCORE LESBIAN（11月18日、ドリームクリエイト）
- 痴みだら猥女（12月14日、麒麟堂）

発売日不明
- Tバックアスリート 完全版 弾けるピチピチお尻に飛び散る汗!!（イマージュ）
- 逆ナンパスペシャル 中野編 （アリーナエンターテインメント）